# Basílica de São Francisco de Paula

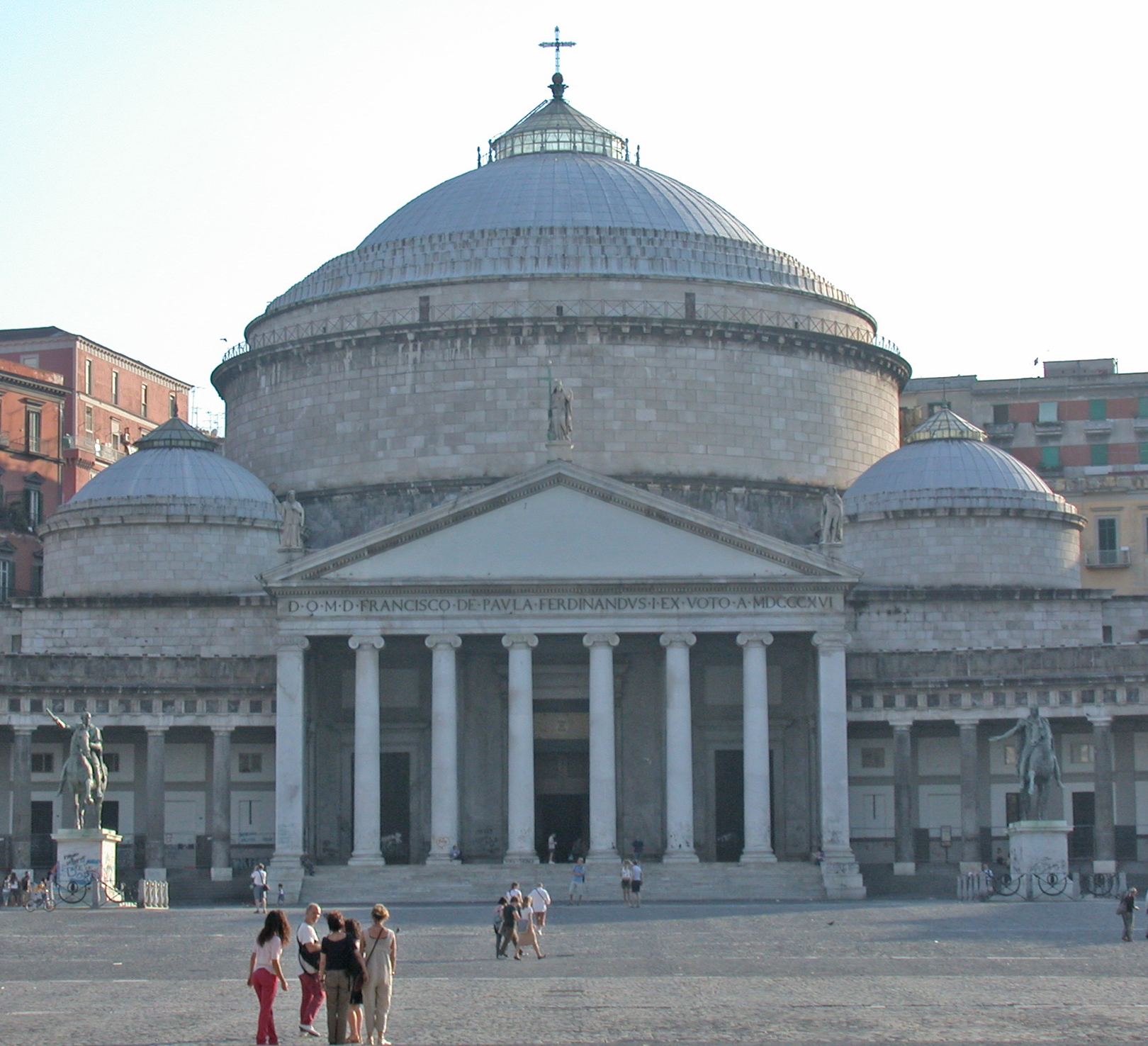
Fachada da Basílica.

Basílica de São Francisco de Paula é uma igreja em Nápoles, na Itália. Ela está localizado no lado oeste da Praça do Plebiscito, a principal praça da cidade.
No início do século XIX, o rei Joachim Murat de Nápoles (cunhado de Napoleão) planejou a praça inteira e o grande edifício com as colunatas como um tributo ao imperador. Quando Napoleão foi finalmente despachado, os Bourbons foram restaurados ao trono de Nápoles. Fernando I continuou a construção - terminou em 1816 - mas converteu o produto final na igreja ao que se vê hoje. Ele a dedicou a São Francisco de Paula, que havia ficado em um mosteiro neste local no século XVI.
A igreja é uma reminiscência do Panteão de Roma. A fachada é liderada por um pórtico apoiado em seis colunas e dois pilares jônicos. No interior, a igreja é circular com duas capelas laterais. A cúpula tem 53 metros de altura. O pórtico é do arquiteto napolitano Leopoldo Laperuta, enquanto o prédio principal é do arquiteto suíço Pietro Bianchi.